# Amanogarnaal
De amanogarnaal of japonicagarnaal (Caridina multidentata, voorheen ook bekend als Caridina japonica) is een zoetwatergarnaal uit de familie van de Atyidae. De wetenschappelijke naam van de soort werd in 1869 voor het eerst geldig gepubliceerd door William Stimpson.
De soort komt oorspronkelijk uit Japan. Het dier wordt ongeveer zes centimeter lang en is transparant met roodbruine stippen (of korte streepjes) op de flanken. Vanaf de kop tot de staart loopt een lichtgekleurde band. Vrouwelijke exemplaren zijn goed te onderscheiden door een langere rij stippen op het lichaam. De garnaal voedt zich met algen en detritus.

## Aquarium
De garnaal wordt vaak gehouden in een groep van tien of meer soortgenoten, maar alleen is ook mogelijk.
Bij het inrichten van een aquarium kan gezorgd worden voor schuilplaatsen waar het dier zich terug kan trekken. De amanogarnaal wordt onder andere gehouden omdat hij vooral alg eet. Daarnaast produceert de amanogarnaal ook nauwelijks afval, in tegenstelling tot de bekende algeneters. 